# 霍利希夫斯凯
51°13′44″N 34°18′7″E / 51.22889°N 34.30194°E
霍利希夫斯凱（烏克蘭語：Голишівське）是位於烏克蘭東北部的村莊，由蘇梅州蘇梅區的比洛皮利亞市鎮負責管轄。該村分別距離布德基和阿廷斯凯1.5公里，海拔高度162米，2001年人口11。